# Zenza Raggi
Zenza Raggi (* 24. Oktober 1970 in Casablanca als Karim Sabaheddine) ist ein marokkanisch-deutscher Pornodarsteller und Regisseur.

## Leben
Seine Filmkarriere begann im Jahr 1991. Im Jahr 1994 trat er erstmals in Hardcore-Filmen auf. Es folgten über 1000 Titel, an denen er mitwirkte. Dabei verwendete er eine ganze Reihe wechselnder Pseudonyme, wobei er neben seinem Hauptnamen Zenza Raggi und seinem Geburtsnamen auch als Akim auftrat, wobei der Nachname häufig wechselte. Er tritt in zahlreichen internationalen Produktionen auf, unter anderem für die Labels Magmafilm, Private und Elegant Angel. Er tritt unter anderem in Werken mit Rocco Siffredi, Kelly Trump, Gina Wild und Manuel Ferrara auf. Auch war er an den Fernsehserien Public Disgrace, Eurosex Parties und House of Taboo beteiligt.
Er trat auch als Regisseur auf und drehte 1999 den Film Euro Dog sowie 2003 die beiden Filme Amateurs Anal Vol. 2 und Young and Horny Budapest Amateurs .
2009 spielte er im kontroversen Werk Melancholie der Engel des umstrittenen Regisseurs Marian Dora die Figur des „Brauth“ an der Seite von Carsten Frank und Peter Martell.
Raggi lebt in Budapest.

## Filme (Auswahl)
Spielfilme
- 2009: Melancholie der Engel

Pornofilme
- 1993: Angriff der Pornosaurier
- 1994: Private Stories 4: A Sweet Surprise
- 1996: Amsterdam Nights 1 + 2
- 1996: Triple X 10, 12, 16 und 19
- 1996: The VeneXiana – Venezianische Verführung
- 1996: Teenies 20: Lolita-Games
- 1996: Private Stories 2, 5, 6, 14, 16
- 1996: Private Gold 2–4, 8–10, 19, 24
- 1997: Frech, frivol und geil
- 1997: Familie Flodder 2–4
- 1997: Buda
- 1998: Das Mädchen von der Schatzinsel
- 1998: Die Frau in der eisernen Maske (Anita e la maschera di ferro)
- 1998: Sahara – Heiße Wüstennächte
- 1998: Rocco Never Dies – The End
- 1998: Eliana - Schön und hemmungslos
- 1998: Manuela – Zügellose Leidenschaft
- 1998: Dr. F. Otze 4
- 1988: Buttman in Budapest
- 1998: 00Sex, es ist niemals zu spät!
- 1999: Don Giovanni
- 1999: Nazha – Marokkanische Sexgier
- 1999: Gina Wild - jetzt wirds schmutzig 4
- 1999: Rocco: Animal Trainer
- 1999: Schneewittchen 2 – Und die Rache der Hexe!
- 1999: Schmutzig genommen... sei willig, du Schlampe!
- 2000: Scharfe Stunden in Budapest
- 2001: Marmorschwanz und Samtmösen
- 2001: Buttman's Bend Over Babes 5
- 2002: Die verfickte Praxis
- 2002: Der verfluchte Scheich
- 2002: Lollipops 16
- 2002: Anja Juliette Laval: Private Collection
- 2003: Buttman's Big Butt Backdoor Babes 3
- 2003: Cleopatra
- 2003: Open-Air-Fick
- 2004: Black Reign 2+3
- 2004: Cleopatra 2: The Legend of Eros
- 2004: Deutsche Film-Diva in Wahrheit Porno-Star
- 2004: Double Teamed 2–6
- 2004: Huren & Diamanten
- 2005: Gang Me Bang Me 4–10
- 2005: Mafia Girls
- 2005: Veronica Da Souza: Some Piece of Ass
- 2005: Die Haremswächterin: Die Rache
- 2005: Die Haremswächterin: Die Verbannung
- 2005: Die Haremswächterin des Öl-Scheichs
- 2006: Der Millionär & seine verfickten Erben
- 2006: Die Löwin – Ihr Körper ist die Beute
- 2006: Die Sekretärin
- 2006: Sexy Santa
- 2007: Furious Fuckers: Final Race
- 2007: Private Gold 90: Sex Survivors 2
- 2008: Carolina Jones and the Broken Covenant
- 2008: Classic Superstars: Daniela Rauscher
- 2008: CSI: X 1+2
- 2008: Dirty Santa... Will Make Your Fantasies Come True
- 2008–2011: Euro Sex Parties (Serie, 11 Folgen)
- 2009: Private Gold 100: Pornolympics, the Anal Games
- 2009–2011: Public Disgrace (Serie, 12 Folgen)
- 2008: Private Movies 41: Fucky New Year
- 2009: Ekstase
- 2009: Rocco’s Lost Movie
- 2010: Private Gold 108: Cum in My Limousine
- 2010–2011: House of Taboo (Serie, sechs Folgen)
- 2011: Abgespritzt im Teeny-Puff
- 2011: Bound Gangbangs (Serie, drei Folgen)
- 2011: Das Tagebuch der Mia Magma
- 2011: Mia’s Traumfick
- 2012: Sex-Karneval in Venedig

## Auszeichnungen
- 2001: Venus Award als Bester Darsteller (Germany)[1][2]
- 2009: AVN Award – Male Foreign Performer of the Year (nominiert)
- 2009: AVN Award – Best Threeway Sex Scene (nominiert)